# Mi vuoi bene o no?
Mi vuoi bene o no? è il secondo album in studio della cantautrice italiana Angela Baraldi, pubblicato nel 1993.

## Il disco
Il disco,  dall'etichetta discografica RCA Italiana e distribuito dalla BMG Ariola, esce in occasione della partecipazione dell'artista alla sezione "Novità" del Festival di Sanremo 1993 con A piedi nudi, brano eliminato dopo il primo ascolto ma che si aggiudica il Premio della Critica.
Il brano che dà il titolo al lavoro era stato pubblicato come singolo l'anno prima, e si era imposto nella sezione "Astri Nascenti" della manifestazione radiotelevisiva Il canzoniere dell'estate, organizzata dalla Rai e istituita quell'anno.
La Baraldi ha composto tutti i testi ed ha partecipato alla stesura della parte musicale di 8 dei 10 brani insieme a Marco Bertoni ed Enrico Serotti, che hanno anche curato gli arrangiamenti, oltre ad avere prodotto il disco.

## Tracce

### Lato A
1. Mi vuoi bene o no?
2. Blu, blu
3. Scappo col circo (Fly Away)
4. A piedi nudi
5. Isterica

### Lato B
1. 6 di sera
2. Strappacore
3. Il portiere
4. Hey
5. Nebbia

## Formazione
- Angela Baraldi - voce
- Marco Bertoni - tastiera, pianoforte, chitarra acustica
- Luca Malaguti - basso, contrabbasso
- Daniele Tedeschi - batteria
- Ugo Mantiglia - violino
- Bruno Briscick - violoncello
- Iskra Menarini, Carolina Balboni - cori